# Anime Limited
Anime Limited（アニメリミテッド）は、スコットランドのグラスゴーに拠点を置くイギリスの日本のアニメ配信会社。「All the Anime」とも呼ばれる。イギリス、アイルランド、フランスを含むヨーロッパ全域の視聴者を対象に日本のアニメをリリースしている。この会社は、スコットランド・ラブズ・アニメーションの関係者だったアンドリュー・パートリッジによって2013年に設立された。この会社は新作と過去作の両方のアニメをリリースしている。2015年から2018年まで、ファニメーションのブリテン諸島における代理店としての役割を担った。
2022年10月18日、Embracer Group傘下のPlaion Picturesが同社を買収し、子会社化したことを発表した。